# Kroužek (Rousínov)
Kroužek (deutsch Krauschek, Krauzek, auch Ringelsdorf) ist ein Ortsteil von Rousínov in Tschechien. Er liegt anderthalb Kilometer südöstlich von Rousínov und gehört zum Okres Vyškov.

## Geographie
Das Angerdorf Kroužek befindet sich linksseitig über dem Tal des Flüsschens Rakovec auf einer Terrasse am Fuße der westlichsten Ausläufer der Litenčické vrchy in der Vyškovská brázda (Wischauer Tor). Östlich erheben sich die Malé Strany (312 m), südöstlich die Zadní díly (331 m), im Süden der Kroužecký kopec (349 m) und der Urban (360 m). Nordwestlich des Ortes führt die Autobahn D 1 vorbei; die nächste Abfahrt 216 Rousínov liegt einen reichlichen Kilometer südwestlich.
Nachbarorte sind Čechyně im Norden, Podbřežice und Lysovice im Nordosten, Dražovice im Osten, Letonice, Lutršték und Němčany im Südosten, Kroužecký Dvůr und Slavkov u Brna im Süden, Velešovice im Südwesten, Slavíkovice und Rousínovec im Westen sowie Rousínov im Nordwesten.

## Geschichte

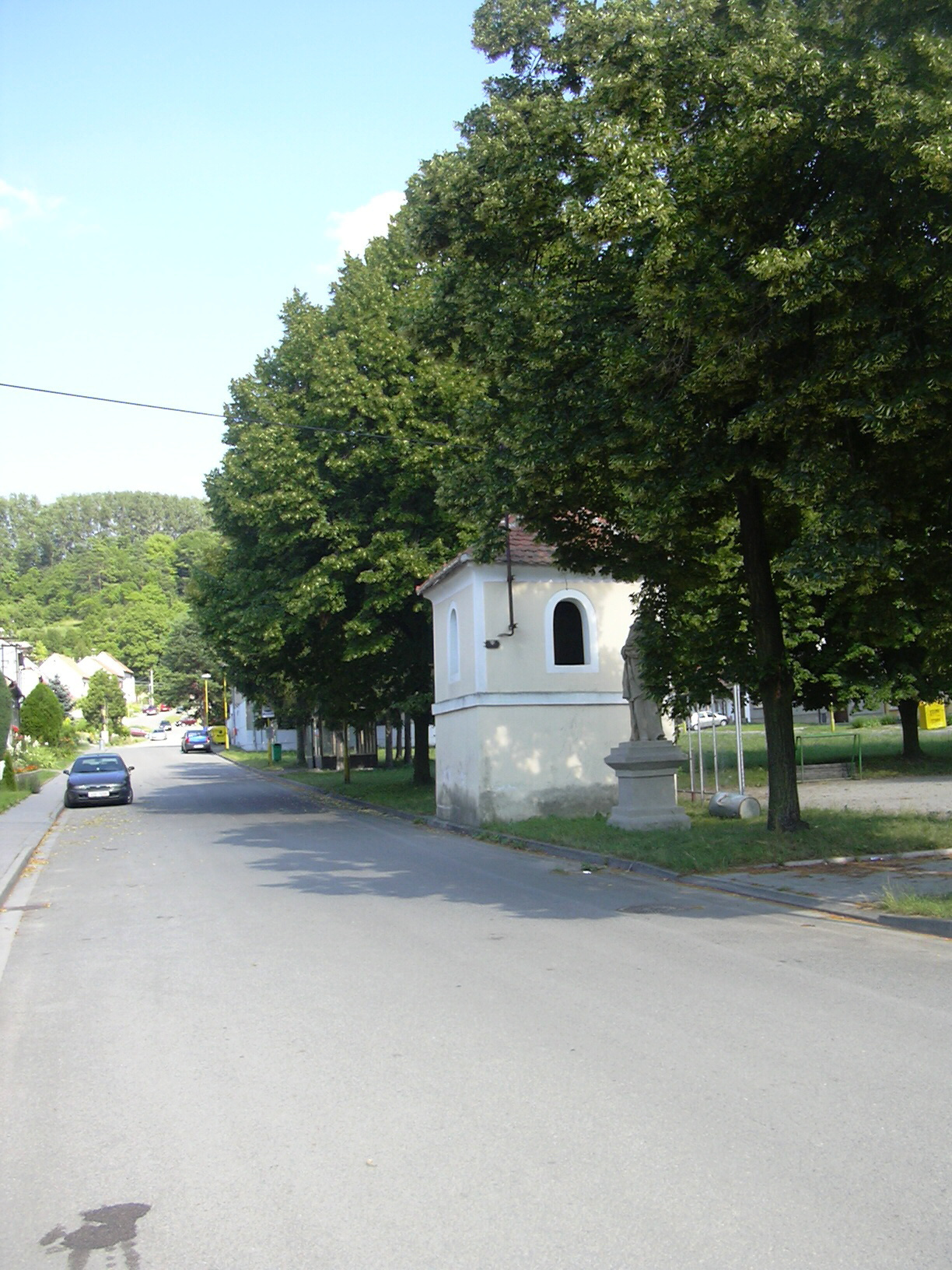
Glockenturm

Das ursprünglich zur Herrschaft Kojetín gehörige Dorf erlosch wahrscheinlich während der Hussitenkriege. Im Jahre 1520 wurde der Ort als wüst bezeichnet. Ringelsdorf wurde 1690 durch den Besitzer der Herrschaft Austerlitz, Dominik Andreas I. von Kaunitz mit deutschen Siedlern wiederbesiedelt. Anderthalb Kilometer südlich befand sich ein herrschaftlicher Meierhof. Ringelsdorf bildete zunächst einen Teil der deutschsprachigen Austerlitz-Wischauer Sprachinsel. Nach der Errichtung der Pfarre in Neu Raußnitz wurde das zuvor nach Alt Raußnitz gepfarrte Ringelsdorf dorthin umgepfarrt. Im Jahre 1790 bestand der zu diesem Zeitpunkt schon als Kraužek aus 52 Häusern und hatte 293 Einwohner. 1843 lebten in den 62 Häusern des Dorfes 318 Menschen. Gregor Wolny beschrieb den Ort noch als deutschsprachig. Bis zur Mitte des 19. Jahrhunderts blieb das Dorf immer den Grafen Kaunitz auf Austerlitz untertänig.
Nach der Aufhebung der Patrimonialherrschaften bildete Krauschek ab 1850 eine Gemeinde in der Bezirkshauptmannschaft Wischau.
Im Laufe des 19. Jahrhunderts erfolgte die Assimilation der deutschen Bevölkerung. Ein Großfeuer vernichtete am 22. Mai 1871 18 Häuser und zehn Scheuern. Am 1. August 1976 wurde Kroužek nach Rousínov eingemeindet. 1991 lebten in dem Dorf 266 Personen. Beim Zensus von 2001 wurden 107 Häuser und 275 Einwohner gezählt.

## Sehenswürdigkeiten
- Glockenturm am Anger, errichtet 1854
- Statue des hl. Johannes von Nepomuk, geschaffen zu Beginn des 19. Jahrhunderts
- Naturschutzgebiet Stepní stráň u Komořan am Westhang der Malé Strany
- Naturdenkmal Mechovkový útes bzw. Štogrunty an den Malé Strany
- Naturdenkmal Hřebenatkový útes, am südöstlichen Ortsausgang
- Wallfahrtskapelle der Sieben Schmerzen Mariens am Lutršték südöstlich des Dorfes, erbaut 1867 bis 1877
- Kapelle an der Quelle am Lutršték
- Wallfahrtskapelle St. Urban, auf dem Urban, südlich des Ortes